# (406) Erna
(406) Erna ist ein Asteroid des äußeren Hauptgürtels, der am 22. August 1895 vom französischen Astronomen Auguste Charlois am Observatoire de Nice bei einer Helligkeit von 12,5 mag entdeckt wurde.
Der Asteroid ist vermutlich benannt zu Ehren von Johann Palisas Enkelin Erna Bidschof. Erna war die Tochter des österreichischen Astronomen Friedrich Bidschof (1864–1915) und seiner Frau Helene, geborene Palisa. Die Benennung erfolgte durch Palisa mit Zustimmung durch den Entdecker.

## Wissenschaftliche Auswertung
Aus Ergebnissen der IRAS Minor Planet Survey (IMPS) wurden 1992 erstmals Angaben zu Durchmesser und Albedo für zahlreiche Asteroiden abgeleitet, darunter auch (406) Erna, für die damals Werte von 49,2 km bzw. 0,05 erhalten wurden. Eine Auswertung von Beobachtungen durch das Projekt NEOWISE im nahen Infrarot führte 2011 zu vorläufigen Werten für den Durchmesser und die Albedo im sichtbaren Bereich von 46,1 km bzw. 0,06. Nachdem die Werte nach neuen Messungen mit NEOWISE 2012 auf 46,3 oder 47,7 km bzw. 0,06 geändert worden waren, wurden sie 2014 auf 46,0 km bzw. 0,06 korrigiert. Nach der Reaktivierung von NEOWISE im Jahr 2013 und Registrierung neuer Daten wurden die Werte 2016 angegeben mit 41,5 km bzw. 0,08, diese Angaben beinhalten aber hohe Unsicherheiten.
Aus archivierten photometrischen Daten des United States Naval Observatory (USNO) in Arizona und der Catalina Sky Survey von 2005 wurde in einer Untersuchung von 2013 erstmals ein dreidimensionales Gestaltmodell des Asteroiden für zwei alternative Rotationsachsen mit retrograder Rotation und einer Periode von 8,79079 h berechnet. Eine photometrische Durchmusterung im Rahmen der Palomar Transient Factory (PTF) am Palomar-Observatorium in Kalifornien ab 2009 führte in einer Untersuchung von 2015 zur Bestimmung der Rotationsperiode von (406) Erna mit einem Wert von etwa 8,790 h. Aus thermischen Infrarot-Daten wurde außerdem ein Durchmesser von 46,2 ± 0,5 km abgeleitet.
Zwischen 2012 und 2018 wurden mit der All-Sky Automated Survey for Supernovae (ASAS-SN) auch photometrische Daten von 20.000 Asteroiden aufgezeichnet. Auf mehr als 5000 davon konnte erfolgreich die Methode der konvexen Inversion angewendet werden, darunter auch (406) Erna, für die in einer Untersuchung von 2021 ein verbessertes dreidimensionales Gestaltmodell für zwei alternative Rotationsachsen mit retrograder Rotation und einer Periode von 8,7908 h berechnet wurde.
Aus archivierten Daten des Asteroid Terrestrial-impact Last Alert System (ATLAS) aus dem Zeitraum 2015 bis 2018 konnte in einer Untersuchung von 2022 mit der Methode der konvexen Inversion eine Rotationsperiode von 8,7908 h bestimmt werden. Im Jahr 2023 wurde aus photometrischen Messungen von Gaia DR3 erneut ein dreidimensionales Gestaltmodell des Asteroiden für zwei alternative Rotationsachsen mit retrograder Rotation und einer Periode von 8,7908 h berechnet.